# Chung Sye-kyun
Chung Sye-kyun (tiếng Hàn: 정세균; Hán-Việt: Đinh Thế Quân) là chính trị gia người Hàn Quốc, đương kim Thủ tướng Hàn Quốc, nguyên Chủ tịch Quốc hội Hàn Quốc (2016 - 2018).
Trước đây ông từng là lãnh đạo của Đảng Dân chủ Hàn Quốc vào năm 2008 và 2010, và hai lần là Chủ tịch Đảng Uri, từ tháng 10 năm 2005 đến tháng 1 năm 2006 và từ tháng 2 năm 2007 cho đến khi Uri giải tán vào tháng 8 cùng năm.
Ngày 9 tháng 6 năm 2016, ông được bầu làm Chủ tịch Quốc hội trong nhiệm kỳ hai năm. Khi trở thành Chủ tịch Quốc hội, theo hiến pháp của Hàn Quốc thì người đó không thể là thành viên của một Đảng chính trị hay tổ chức nào khác, ông đã tuyên bố rời khỏi Đảng Dân chủ Hàn Quốc. Tư cách thành viên Đảng Dân chủ của ông sẽ được khôi phục khi vai trò Chủ tịch Quốc hội của ông sẽ kết thúc vào ngày 29 tháng 5 năm 2018.
Vào ngày 14 tháng 1 năm 2020, ông được Tổng thống Moon Jae-in bổ nhiệm làm Thủ tướng mới và được Quốc hội phê chuẩn. Ông chính thức nhận chức sau đó.

## Thời thơ ấu và giáo dục
Chung Sye-kyun sinh ra ở làng Donghyang, Jinan, phía bắc Jeolla. Từ năm 1966 đến năm 1969, ông học tại trường trung học Jeonju Shinheung ở Jeonju, nơi ông là phóng viên và làm chủ tịch hội đồng sinh viên. Là một sinh viên đại học, ông học luật tại Đại học Hàn Quốc, và trở thành chủ tịch hội sinh viên ở đó, tốt nghiệp năm 1974. Ông được đề cử thay thế cho lãnh đạo sinh viên Hoa Kỳ-Thái Bình Dương trong năm đó. Ông nhận được bằng thạc sĩ từ Wagner School of Public Service tại Đại học New York năm 1983, ông lấy bằng Thạc sỹ Quản trị Kinh doanh của Đại học Pepperdine năm 1993, và bằng tiến sĩ từ Đại học Kyung Hee năm 2000.